# Lotononis affinis
Lotononis affinis är en ärtväxtart som beskrevs av Burtt Davy. Lotononis affinis ingår i släktet Lotononis och familjen ärtväxter. Inga underarter finns listade i Catalogue of Life.